# Deutsche Fußballmeisterschaft 1906/1907
Pátý ročník Deutsche Fußballmeisterschaft (Německého fotbalového mistrovství) se konal od 21. dubna do 19. května 1907.
Turnaje se zúčastnilo šest klubů. Vítězem turnaje se stal poprvé klub Freiburger FC, který porazil ve finále Berliner 89 3:1.